# Patrik Bardhi
Patrik Bardhi (ur. 21 maja 1998 w Tiranie) – albański piłkarz grający na pozycji napastnika. Od 2018 roku jest zawodnikiem klubu KS Kastrioti.

## Statystyki
| Sezon   | Klub         | Kraj    | Rozgrywki           | Mecze | Bramki |
| ------- | ------------ | ------- | ------------------- | ----- | ------ |
| 2017/18 | KF Tirana    | Albania | Kategoria e Parë    | 12    | 2      |
| 2018/19 | KS Kastrioti | Albania | Kategoria Superiore | 34    | 1      |
| 2019/20 | KS Kastrioti | Albania | Kategoria e Parë    | 18    | 2      |